# Đường hầm Helsinki – Tallinn

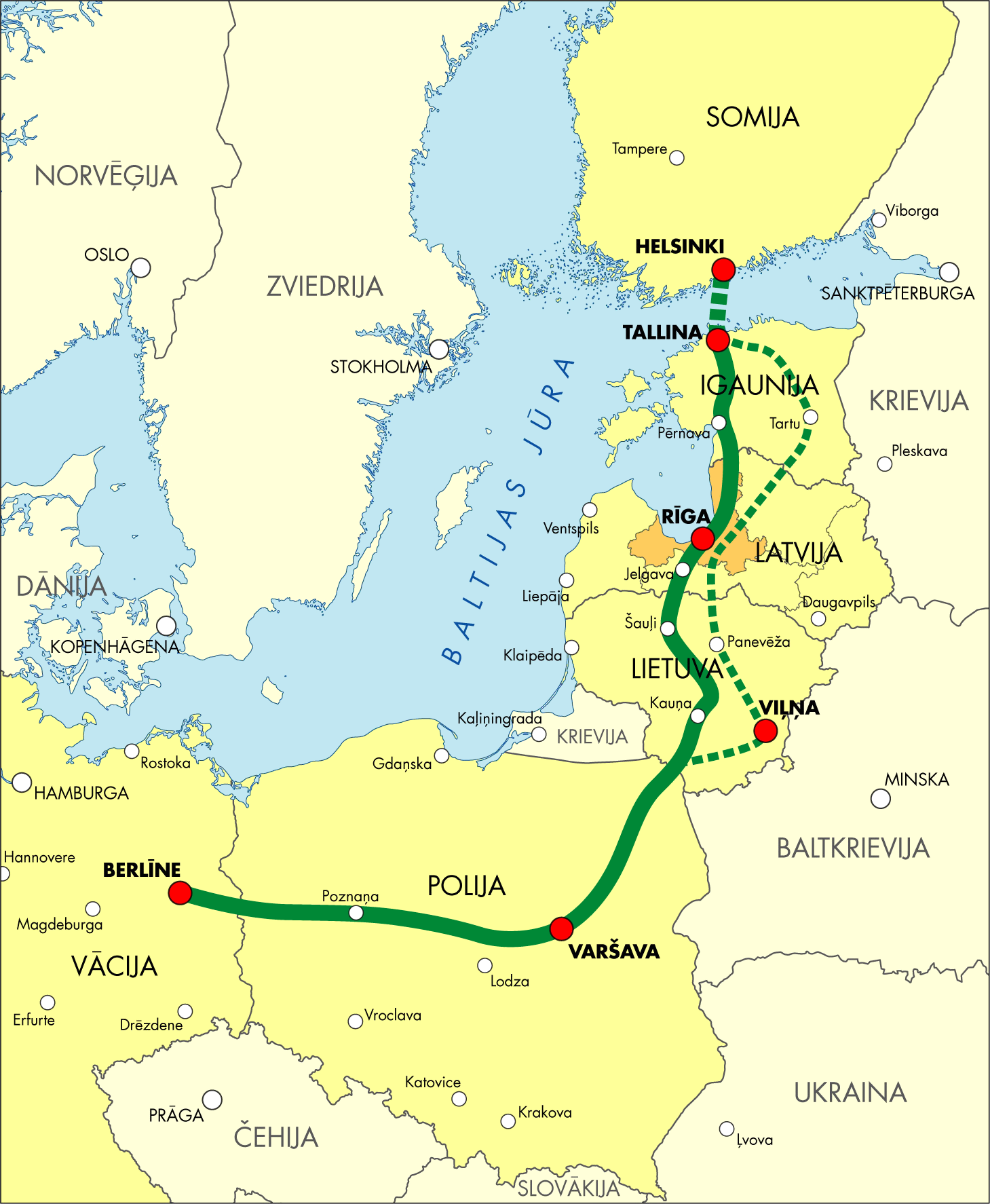
Bản đồ của chính phủ Latvia cho thấy đường hầm từ Helsinki tới Tallinn có thể kết nối với đường sắt Baltica.

Đường hầm nối Helsinki – Tallinn là một dự án đường hầm đường sắt ngầm dưới biển sẽ nối vịnh Phần Lan và kết nối thủ đô Phần Lan và thủ đô Estonia mà không cần phải qua Nga. Tổng chiều dài của đường hầm sẽ phụ thuộc vào các tuyến đường hiện. Khoảng cách ngắn nhất qua sẽ có một đoạn di ngầm dưới biển có chiều 50 km, khiến nó trở thành đường hầm dưới biển dài nhất thế giới. Đường hầm có thể mở sau năm 2030 là thời điểm sớm nhất và có chi phí khoảng 9-13 tỷ euro.

## Bối cảnh
Helsinki và Tallinn bị ngăn cách bởi vịnh Phần Lan, khoảng cách giữa các thành phố khoảng 80 km. Việc đi lại giữa hai thủ đô hiện nay được thực hiện chủ yếu bằng phà, tàu thủy tốc độ cao chở khách, thời gian đi lại khác nhau từ 1 giờ 40 phút (tàu thủy nhanh mùa hè hoạt động từ tháng 4 đến tháng 10) đến hai tiếng rưỡi (phà bình thường hoạt động quanh năm). Khoảng tám triệu chuyến phà mỗi năm, bao gồm cả tàu thủy du lịch trên biển và đi lại phục vụ theo lịch trình. Việc đi lại trên đường bộ giữa Helsinki và Tallinn đòi hỏi một cuộc hành trình 800 cây số qua Nga.

## Tình trạng dự án
Dự án được phần lớn được thúc đẩy bởi các vị thị trưởng của Tallinn và Helsinki, Edgar Savisaar và Jussi Pajunen. Cả hai thành phố đã hứa chi 100.000 € cho nghiên cứu chuẩn bị, mặc dù các Bộ có liên quan của mỗi nước đã từ chối không cấp bất kỳ tài trợ. Một đơn đề nghị đang được soạn để gửi EU xin các nguồn vốn bổ sung cần thiết cho một cuộc điều tra toàn diện, ước tính có giá trị khoảng 500.000 € và 800.000 €. Ngày 13 tháng 1 năm 2009, báo chi thông báo đơn này gửi EU, thông qua các chương trình Interreg, xin tiền khảo sát toàn diện đã bị từ chối. Một chuyên gia tại các phòng đối ngoại thành phố Helsinki cho rằng điều này là do căng thẳng chính trị trong Estonia, giữa chính quyền quốc gia và thành phố Tallinn, sự kiểm soát của các nhóm chính trị đối lập. Tuy nhiên, người ta cho rằng cả hai thành phố sẽ xem xét tài trợ cho các công tác khảo sát này.
Ngày 02 tháng 4 năm 2014, người ta thông báo rằng công tác khảo sát với chi phí 100.000 € gọi là TalsinkiFix sẽ đánh giá liệu người ta có cần phải tính toán có cân lợi nhuận toàn diện nhiều hơn không. Liên minh châu Âu sẽ chịu 85 phần trăm chi phí khảo sát và các thành phố Helsinki và Tallinn và Quận Harju sẽ trả phần còn lại. Đây là cuộc điều tra chính thức đầu tiên về đường hầm.
Kết quả khảo sát sơ bộ được công bố tháng 2 năm 2015. Dự toán xây đường hầm khoảng 9–13 tỷ euro và sớm nhất đường hầm mở cửa vào năm 2030. Khảo sát kiến nghị xây đường hầm chỉ cho đường sắt với thời gian đi lại giữa Helsinki và Tallinn nửa giờ bằng tàu hỏa.
Ngày 04 tháng 1 năm 2016, người ta thông báo rằng các bộ trưởng giao thông của Phần Lan và Estonia cũng như sự lãnh đạo của thành phố Helsinki và Tallinn sẽ ký một biên bản ghi nhớ về hợp tác giao thông giữa hai nước, trong đó có một nghiên cứu nữa để kiểm tra tính khả thi của các đường hầm. Đây là nghiên cứu đầu tiên được thực hiện trên cấp nhà nước và sẽ tập trung vào hiệu quả kinh tế-xã hội của đường hầm và phân tích địa chất. Phần Lan và Estonia đang yêu cầu hỗ trợ tài chính từ EU cho công tác nghiên cứu khảo sát.